# Anigraea purpurascens
Anigraea purpurascens là một loài bướm đêm trong họ Noctuidae.